# Bàsquet als Jocs Olímpics d'estiu de 1956
Als Jocs Olímpics d'Estiu de 1956 celebrats a la ciutat de Melbourne (Austràlia) es disputà una competició de bàsquet en categoria masculina. La prova es disputà entre els dies 22 de novembre i 1 de desembre de 1956 al Palau Reial d'Exposicions de Melbourne.

## Comitès participants
Participaren 174 jugadors de 15 comitès nacionals diferents:
| - Austràlia (12) - Brasil (12) - Bulgària (12) - Canadà (12) - Corea del Sud (12) | - Estats Units (12) - Filipines (12) - França (12) - Japó (12) - Singapur (12) | - Tailàndia (12) - Unió Soviètica (12) - Uruguai (12) - Xile (12) - Xina (12) |

## Resum de medalles
| Prova           | Or | Argent | Bronze |
| Bàsquet masculí | Estats Units Carl Cain · Bill Hougland · K.C. Jones · Bill Russell · James Walsh · William Evans · Burdette Haldorsson · Ronald Tomsic · Richard Boushka · Gilbert Ford · Robert Jeangerard · Charles Darling | Unió Soviètica Valdis Muizhniek · Maigonis Valdmanis · Vladimir Torban · Stasis Stonkus · Kazys Petkevičius · Arkadi Bochkarev · Janis Krumins · Mikhail Semyonov · Algirdas Lauritenas · Yuri Ozerov · Víktor Zubkov · Mikhail Studenetsky | Uruguai Carlos Blixen · Ramiro Cortes · Héctor Costa · Nelson Chelle · Nelson Demarco · Héctor García Otero · Carlos González · Sergio Matto · Oscar Moglia · Raúl Mera · Ariel Olascoaga · Milton Scaron |

## Medaller
| Posició | País           | Or | Argent | Bronze | Total |
| 1       | Estats Units   | 1  | 0      | 0      | 1     |
| 2       | Unió Soviètica | 0  | 1      | 0      | 1     |
| 3       | Uruguai        | 0  | 0      | 1      | 1     |

## Resultats

### Primera ronda

#### Grup A
| Equip        | PTS | J | G | P | PF  | PC  |
| ------------ | --- | - | - | - | --- | --- |
| Estats Units | 6   | 3 | 3 | 0 | 300 | 122 |
| Filipines    | 5   | 3 | 2 | 1 | 184 | 226 |
| Japó         | 4   | 3 | 1 | 2 | 171 | 224 |
| Tailàndia    | 3   | 3 | 0 | 3 | 123 | 226 |

- Filipines derrota Tailàndia, 55-44
- Estats Units derrota Japó, 98-40
- Estats Units derrota Tailàndia, 101-29
- Filipines derrota Japó, 76-61
- Japó derrota Tailàndia, 70-50
- Estats Units derrota Filipines, 121-53

#### Grup B
| Equip          | PTS | J | G | P | PF  | PC  |
| -------------- | --- | - | - | - | --- | --- |
| França         | 6   | 3 | 3 | 0 | 236 | 183 |
| Unió Soviètica | 5   | 3 | 2 | 1 | 255 | 177 |
| Canadà         | 4   | 3 | 1 | 2 | 206 | 234 |
| Singapur       | 3   | 3 | 0 | 3 | 154 | 257 |

- URSS derrota Canadà, 97-59
- França derrota Singapur, 81-54
- Canadà derrota Singapur, 85-58
- França derrota URSS, 76-67
- URSS derrota Singapur, 91-42
- França derrota Canadà, 79-62

#### Grup C
| Equip         | PTS | J | G | P | PF  | PC  |
| ------------- | --- | - | - | - | --- | --- |
| Uruguai       | 6   | 3 | 3 | 0 | 238 | 187 |
| Bulgària      | 5   | 3 | 2 | 1 | 242 | 199 |
| Xina          | 4   | 3 | 1 | 2 | 216 | 249 |
| Corea del Sud | 3   | 3 | 0 | 3 | 194 | 255 |

- Xina derrota Corea del Sud, 83-76
- Uruguai derrota Bulgària, 70-65
- Uruguai derrota Xina, 85-62
- Bulgària derrota Corea del Sud, 89-58
- Bulgària derrota Xina, 88-71
- Uruguai derrota Corea del Sud, 83-60

#### Grup D
| Equip     | PTS | P | W | L | PF  | PA  |
| --------- | --- | - | - | - | --- | --- |
| Brasil    | 4   | 2 | 2 | 0 | 167 | 125 |
| Xile      | 3   | 2 | 1 | 1 | 137 | 134 |
| Austràlia | 2   | 2 | 0 | 2 | 122 | 167 |

- Brasil derrota Xile, 78-59
- Brasil derrota Austràlia, 89-66
- Xile derrota Austràlia, 78-56

### Quarts de final

#### Grup A
| Equip     | PTS | P | W | L | PF  | PA  |
| --------- | --- | - | - | - | --- | --- |
| França    | 5   | 3 | 2 | 1 | 195 | 187 |
| Uruguai   | 5   | 3 | 2 | 1 | 221 | 209 |
| Xile      | 4   | 3 | 1 | 2 | 221 | 220 |
| Filipines | 4   | 3 | 1 | 2 | 204 | 225 |

- França derrota Xile, 71-60
- Uruguai derrota Filipines, 79-70
- Uruguai derrota Xile, 80-73
- Filipines derrota França, 65-58
- Xile derrota Filipines, 88-69
- França derrota Uruguai, 66-62

#### Grup B
| Equip          | PTS | J | G | P | PF  | PC  |
| -------------- | --- | - | - | - | --- | --- |
| Estats Units   | 6   | 3 | 3 | 0 | 283 | 150 |
| Unió Soviètica | 5   | 3 | 2 | 1 | 208 | 209 |
| Bulgària       | 4   | 3 | 1 | 2 | 182 | 224 |
| Brasil         | 3   | 3 | 0 | 3 | 192 | 282 |

- Estats Units derrota Bulgària, 84-44
- URSS derrota Brasil, 87-68
- URSS derrota Bulgària, 66-56
- Estats Units derrota Brasil, 113-51
- Estats Units derrota URSS, 85-55
- Bulgària derrota Brasil, 82-73

### Quadre final
|  | Semifinals     | Semifinals     |    |         | Final        | Final |
|  |                |                |    |         |              |       |
|  |                |                |    |         |              |       |
|  | Unió Soviètica | 56             |    |         |              |       |
|  | França         | 49             |    |         |              |       |
|  |                |                |    |         |              |       |
|  |                |                |    |         |              |       |
|  |                |                |    |         | Estats Units | 89    |
|  |                | Unió Soviètica | 55 |         |              |       |
|  |                |                |    |         |              |       |
|  |                |                |    |         |              |       |
|  |                |                |    |         | Tercer lloc  |       |
|  |                |                |    |         |              |       |
|  | Estats Units   | 101            |    | Uruguai | 71           |       |
|  | Uruguai        | 38             |    |         | França       | 62    |